# Garaeus papuensis
Garaeus papuensis är en fjärilsart som beskrevs av W. Warren 1906. Garaeus papuensis ingår i släktet Garaeus och familjen mätare. Inga underarter finns listade i Catalogue of Life.